# Dondambli, Devadurga
Dondambli là một làng thuộc tehsil Devadurga, huyện Raichur, bang Karnataka, Ấn Độ.